# Крайняя степень ожирения с альвеолярной гиповентиляцией

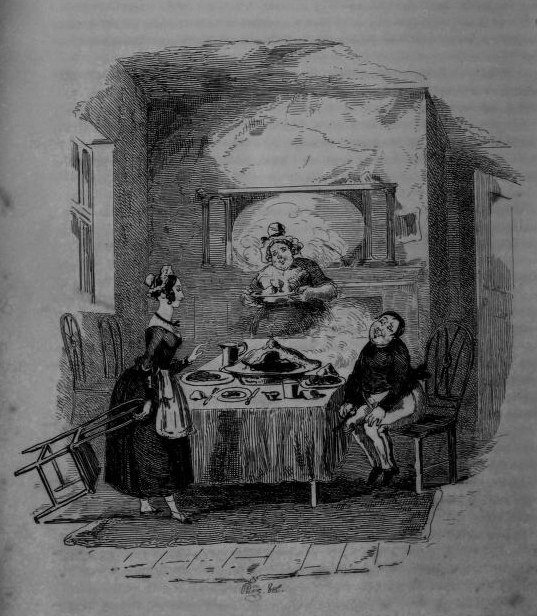
Жирный парень и Мэри, иллюстрация Хэблота Найта Брауна.

Крайняя степень ожирения с альвеолярной гиповентиляцией; Синдром Пиквика — состояние, при котором люди с чрезмерной степенью ожирения испытывают альвеолярную гиповентиляцию (не способны дышать достаточно глубоко и быстро), что ведёт к низкому уровню кислорода и высокому уровню углекислого газа в крови. Этот синдром считается подтипом обструктивного апноэ сна. Возникает в возрасте 40—60 лет, встречается, в основном, у мужчин.

## История
Эпоним связан с описанием его признаков у имеющего склонность неконтролируемо засыпать на протяжении дня слуги Джо («жирного парня») — одного из персонажей романа Чарльза Диккенса «Посмертные записки Пиквикского клуба». Названа так впервые болезнь была после её описания в 1956 году.

## Этиология и патогенез
Этиология данного заболевания окончательно не установлена. Среди важных её факторов находятся:
1. Наследственность;
2. Агрессивные факторы (беременность и роды, нервное перенапряжение, травма, инфекционные заболевания).

Патогенез состояния развивается следующим образом: лишний вес приводит к повышению внутрибрюшного давления, поддавливанию легких, тем самым уменьшая площадь газообменной поверхности - рестриктивным изменениям. Это приводит к альвеолярной гиповентиляции (снижению вентиляция альвеол) в дневное время, что ведёт к хроническому обогащению СО2. Эта хроническая гиперкапния понимается как механизм, который защищает органы дыхания от истощения.
В результате дыхательный центр в головном мозге реагирует все меньше и меньше на содержание СО2 в крови — обычно сильнейший стимулятор дыхания. Так сдвигается установка в регуляции дыхания. Организм реагирует на гипоксию увеличением эритроцитов.
Развивается дыхательная недостаточность. Гиповентиляция легких приводит к гипоксии с вторичным эритроцитозом и к гипертензии малого круга кровообращения с развитием лёгочного сердца, а также к гиперкапнии с нарушением кислотно-щелочного равновесия.

## Клиническая картина
1. Крайнее ожирение (III—IV степени) при длительном ограничении лёгочного дыхания.
2. Центральный цианоз и акроцианоз.
3. Отёки. Вначале они возникают на стопах, голенях, позже развивается тотальный отёк подкожной клетчатки (анасарка), жидкость может скапливаться в естественных полостях тела — плевральной (гидроторакс), полости брюшины (асцит), полости перикарда (гидроперикард).
4. Одышка в покое с затруднённым вдохом и выдохом, усиливающаяся при физической нагрузке и засыпании.
5. Сонливость в дневные часы.
6. Быстрая утомляемость.
7. Полицитемия (аномальное увеличение количества эритроцитов).
8. Лёгочная и артериальная гипертензия.
9. Гиперкапния и гипоксия[5].

## Лечение
Терапия должна проводиться только в специализированных центрах с лабораторией сна. В лёгких случаях достаточно следующих мероприятий:
1. Большое значение имеет снижение веса: диета (низкокалорийная); медикаментозное лечение ожирения; желудочное шунтирование и другие хирургические операции.
2. Отмена употребления алкоголя и снотворных.
3. Антикоагулянты и антиагреганты.
4. Оксигенотерапия.
5. Лечение хронической сердечной недостаточности и других осложнений.

В тяжёлых случаях показана СИПАП и ИВЛ, а в крайне тяжёлых для ИВЛ используют трахеостомию.

## Прогноз
Полномасштабный пиквикский синдром с эффектом чрезмерного ожирения без лечения может привести к тяжёлым обструктивным апноэ во время сна. Через несколько лет может наступить смерть.